# 2191
2191 — 2191 рік нашої ери, 91 рік 3 тисячоліття, 91 рік XXI століття, 1 рік 10-го десятиліття XXII століття, 2 рік 2190-х років.

## Важливі Події
- 24 серпня 2191 року 200 років незалежності України| Григоріанський     | 2191 MMCXCI                                                                          |
| Ab urbe condita    | 2944                                                                                 |
| Ассирійський       | 6941                                                                                 |
| Календар бахаї     | 347–348                                                                              |
| Бенгальський       | 1598                                                                                 |
| Берберський        | 3141                                                                                 |
| Бірманський        | 1553                                                                                 |
| Буддистський       | 2735                                                                                 |
| Візантійський      | 7699–7700                                                                            |
| Вірменський        | 1640 ԹՎ ՌՈԽ                                                                          |
| Голоценовий        | 12191                                                                                |
| Ефіопський         | 2183–2184                                                                            |
| Єврейський         | 5951–5952                                                                            |
| Індуські календарі |                                                                                      |
| - Вікрам самват    | 2247–2248                                                                            |
| - Шака самват      | 2112–2113                                                                            |
| - Калі Юґа         | 5291–5292                                                                            |
| Іранський          | 1569–1570                                                                            |
| Ісламський         | 1617–1618                                                                            |
| Китайський         | 庚寅年 (металевий тигр) 4888 або 4681 — до — 辛卯年 (металевий кролик) 4889 або 4682 |
| Коптський          | 1907–1908                                                                            |
| Корейський         | 4524                                                                                 |
| Тайванський        | РК 280 民國280年                                                                     |
| Тайський сонячний  | 2734                                                                                 |
| Календар чучхе     | 280                                                                                  |
| Юліанський         | Григоріанський мінус 14 д.                                                           |
| Яванський          | 2129–2130                                                                            |
| Японський          | Рейва 173 (令和１７３年)                                                             |
| Час Unix           | 6974121600 – 7005657599                                                              |